# Жигосана
Жигосана је српски филм из 2015. године у режији и по сценарију Саше Радојевића.
Филм је своју премијеру имао у Србији 7. марта 2015. године на ФЕСТ-у.

## Радња
Славица се креће друштвеном маргином, увек на ивици легалног. Покушава да промени начин живота и преживи од онога што заради, али то је за њу немогућ подухват. Немајући други начин да опстане одлучи се за крађу и одмах бива сурово кажњена. Славица покушава да завара траг и преузима идентитет Марије, успешне научнице која припрема докторат из психоанализе. Права Марија сазнаје за ову замену и почиње да се интересује за Славицин начин живота. Њих две замењују идентитете и откривају светове који ће их дефинитивно променити.

## Улоге
| Глумац               | Улога |
| -------------------- | ----- |
| Амра Латифић         |       |
| Андријана Гавриловић |       |
| Биљана Мишић         |       |
| Бојан Жировић        |       |
| Нена Лекић           |       |
| Јелена Шушњар        |       |
| Бојана Денић         |       |